# Lijst van presidenten van Brazilië
Sinds 15 november 1889 is Brazilië een republiek. Tot op heden heeft het land 38 presidenten gekend, waarvan onderstaande tabel een overzicht geeft. Tweemaal werd de macht uitgeoefend door een militaire junta. Voor de volledigheid zijn de leden van deze junta's die niet als president erkend worden ook opgenomen in deze lijst.
37 van de 38 presidenten waren mannen; de enige vrouw die het ambt tot nog toe heeft bekleed is president Dilma Rousseff.

## Beknopte tijdslijn
| 1822-1899  | Keizerrijk Brazilië                   |
| 1889       | Proclamatie van de Republiek Brazilië |
| 1889-1930  | Oude Republiek                        |
| 1930-1945  | Dictatuur van de Estado Novo          |
| 1946-1964  | Tweede Democratische Periode          |
| 1964-1984  | Militaire Dictatuur                   |
| 1984-heden | Derde Democratische Periode           |

## Presidenten van Brazilië (1889–heden)

### Oude Republiek (1889–1930)
| Nr.            | President            | President                      | Ambtstermijn                        | Partij          | Partij         | Vicepresident          | Termijn        | Verkiezing           |
| Oude Republiek | Oude Republiek       | Oude Republiek                 | Oude Republiek                      | Oude Republiek  | Oude Republiek | Oude Republiek         | Oude Republiek | Oude Republiek       |
| -------------- | -------------------- | ------------------------------ | ----------------------------------- | --------------- | -------------- | ---------------------- | -------------- | -------------------- |
| 1              |                      | Deodoro da Fonseca (1827–1892) | 15 november 1889 - 23 november 1891 | Geen (Militair) |                | Floriano Peixoto       | 1              | Proclamatie van 1889 |
| 1              | 1891                 | Deodoro da Fonseca (1827–1892) | 15 november 1889 - 23 november 1891 | Geen (Militair) |                | Floriano Peixoto       | 1              |                      |
| 1              | Afgetreden           | Deodoro da Fonseca (1827–1892) |                                     | Geen (Militair) |                | Floriano Peixoto       | 1              |                      |
| 2              |                      | Floriano Peixoto (1839–1895)   | 23 november 1891 - 15 november 1894 | Geen (Militair) |                | Geen                   | 1              | -                    |
| 3              |                      | Prudente de Morais (1841–1902) | 15 november 1894 - 15 november 1898 | PR              |                | Manuel Vitorino        | 2              | 1894                 |
| 4              |                      | Campos Sales (1841–1913)       | 15 november 1898 - 15 november 1902 | PRP             |                | Rosa e Silva           | 3              | 1898                 |
| 5              |                      | Francisco Alves (1848–1919)    | 15 november 1902 - 15 november 1906 | PRP             |                | Geen                   | 4              | 1902                 |
| 5              | Afonso Pena          | Francisco Alves (1848–1919)    | 15 november 1902 - 15 november 1906 | PRP             |                |                        | 4              | 1902                 |
| 6              |                      | Afonso Pena (1847–1909)        | 15 november 1906 - 14 juni 1909     | PRM             |                | Nilo Peçanha           | 5              | 1906                 |
| 6              | Overleden in ambt    | Afonso Pena (1847–1909)        |                                     | PRM             |                | Nilo Peçanha           | 5              | 1906                 |
| 7              |                      | Nilo Peçanha (1867–1924)       | 14 juni 1909 - 15 november 1910     | PRF             |                | Geen                   | 5              | -                    |
| 8              |                      | Hermes da Fonseca (1855–1923)  | 15 november 1910 - 15 november 1914 | PRC             |                | Venceslau Brás         | 6              | 1910                 |
| 9              |                      | Venceslau Brás (1868–1966)     | 15 november 1914 - 15 november 1918 | PRM             |                | Urbano Santos          | 7              | 1914                 |
| —              |                      | Francisco Alves (1848–1919)    | Overleden voor inhuldiging          | PRP             |                | Delfim Moreira         | 8              | 1918                 |
| 10             |                      | Delfim Moreira (1868–1920)     | 15 november 1918 - 28 juli 1919     | PRM             |                | Geen                   | 8              | -                    |
| 11             |                      | Epitácio Pessoa (1865–1942)    | 28 juli 1919 - 15 november 1922     | PRM             |                | Delfim Moreira         | 8              | 1919                 |
| 11             | Bueno de Paiva       | Epitácio Pessoa (1865–1942)    | 28 juli 1919 - 15 november 1922     | PRM             |                |                        | 8              | 1919                 |
| 12             |                      | Artur Bernardes (1875–1955)    | 15 november 1922 - 15 november 1926 | PRM             |                | Estácio Coimbra        | 9              | 1922                 |
| 13             |                      | Washington Luís (1869–1957)    | 15 november 1926 - 24 oktober 1930  | PRP             |                | Fernando de Melo Viana | 10             | 1926                 |
| 13             | Afgezet en verbannen |                                |                                     | PRP             |                | Fernando de Melo Viana | 10             | 1926                 |
| —              |                      | Júlio Prestes (1882–1946)      | Niet ingehuldigd                    | PRP             |                | Vital Soares           | 11             | 1930                 |

### Het Tijdperk Vargas (1930–1946)
| Nr.             | President       | President                                                                           | Ambtstermijn                      | Partij                            | Partij          | Vicepresident   | Termijn         | Verkiezing         |
| Tijdperk Vargas | Tijdperk Vargas | Tijdperk Vargas                                                                     | Tijdperk Vargas                   | Tijdperk Vargas                   | Tijdperk Vargas | Tijdperk Vargas | Tijdperk Vargas | Tijdperk Vargas    |
| --------------- | --------------- | ----------------------------------------------------------------------------------- | --------------------------------- | --------------------------------- | --------------- | --------------- | --------------- | ------------------ |
| —               |                 | Militaire junta van 1930 Augusto Tasso Fragoso Isaísas de Noronha João Mena Barreto | 24 oktober 1930 - 3 november 1930 | Geen (Militair)                   |                 | Geen            | 11              | Revolutie van 1930 |
| 14              |                 | Getúlio Vargas (1883–1954) 1e periode                                               | 3 november 1930 - 29 oktober 1945 | Geen (AL)                         |                 | Geen            | 11              | -                  |
| 14              | 12              | Getúlio Vargas (1883–1954) 1e periode                                               | 3 november 1930 - 29 oktober 1945 | Geen (AL)                         | 1934            | Geen            |                 |                    |
| 14              | 13              | Getúlio Vargas (1883–1954) 1e periode                                               | 3 november 1930 - 29 oktober 1945 | Geen (AL)                         | Coup van 1937   | Geen            |                 |                    |
| 14              | 13              | Getúlio Vargas (1883–1954) 1e periode                                               | Afgezet                           | Geen (AL)                         | Coup van 1937   | Geen            |                 |                    |
| 15              | 13              |                                                                                     | José Linhares (1886–1957)         | 29 oktober 1945 - 31 januari 1946 | Geen            | Geen            |                 | -                  |

### De Tweede Republiek (1946–1964)
| Nr.                          | President                    | President                                         | Ambtstermijn                        | Partij                       | Partij                       | Vicepresident                | Termijn                      | Verkiezing                   |
| Tweede Democratische Periode | Tweede Democratische Periode | Tweede Democratische Periode                      | Tweede Democratische Periode        | Tweede Democratische Periode | Tweede Democratische Periode | Tweede Democratische Periode | Tweede Democratische Periode | Tweede Democratische Periode |
| ---------------------------- | ---------------------------- | ------------------------------------------------- | ----------------------------------- | ---------------------------- | ---------------------------- | ---------------------------- | ---------------------------- | ---------------------------- |
| 16                           |                              | Eurico Gaspar Dutra (1883–1974)                   | 31 januari 1946 - 31 januari 1951   | PSD                          |                              | Nereu Ramos                  | 14                           | 1945                         |
| 17                           |                              | Getúlio Vargas (1883–1954) 2e periode             | 31 januari 1951 - 24 augustus 1954  | PTB                          |                              | Café Filho                   | 15                           | 1950                         |
| 17                           | Pleegde zelfmoord            | Getúlio Vargas (1883–1954) 2e periode             |                                     | PTB                          |                              | Café Filho                   | 15                           | 1950                         |
| 18                           |                              | Café Filho (1899–1970)                            | 24 augustus 1954 - 9 november 1955  | PSP                          |                              | Geen                         | 15                           | -                            |
| 18                           | Afgetreden                   | Café Filho (1899–1970)                            |                                     | PSP                          |                              | Geen                         | 15                           |                              |
| 19                           |                              | Carlos Luz (1894–1961)                            | 9 t/m 11 november 1955              | PSD                          |                              | Geen                         | 15                           | -                            |
| 20                           |                              | Nereu Ramos (1888–1958)                           | 11 november 1955 - 31 januari 1956  | PSD                          |                              | Geen                         | -                            |                              |
| 21                           |                              | Juscelino Kubitschek (1902–1976)                  | 31 januari 1956 - 31 januari 1961   | PSD                          |                              | João Goulart                 | 16                           | 1955                         |
| 22                           |                              | Jânio Quadros (1917–1992)                         | 31 januari 1961 - 25 augustus 1961  | PTN                          |                              | João Goulart                 | 17                           | 1960                         |
| 22                           | Afgetreden                   | Jânio Quadros (1917–1992)                         |                                     | PTN                          |                              | João Goulart                 | 17                           | 1960                         |
| 23                           |                              | Pascoal Ranieri Mazzilli (1910–1975) interim (1x) | 25 augustus 1961 - 7 september 1961 | PSD                          |                              | Geen                         | 17                           | -                            |
| 24                           |                              | João Goulart (1919–1976)                          | 7 september 1961 - 1 april 1964     | PTB                          |                              | Geen                         | 17                           | -                            |
| 24                           | Gevlucht                     | João Goulart (1919–1976)                          |                                     | PTB                          |                              | Geen                         | 17                           | -                            |

### Militair bewind (1964–1985)
| Nr.                 | President           | President                                                                               | Ambtstermijn                       | Partij              | Partij              | Vicepresident                | Termijn             | Verkiezing                 |
| Militaire Dictatuur | Militaire Dictatuur | Militaire Dictatuur                                                                     | Militaire Dictatuur                | Militaire Dictatuur | Militaire Dictatuur | Militaire Dictatuur          | Militaire Dictatuur | Militaire Dictatuur        |
| ------------------- | ------------------- | --------------------------------------------------------------------------------------- | ---------------------------------- | ------------------- | ------------------- | ---------------------------- | ------------------- | -------------------------- |
| 25                  |                     | Pascoal Ranieri Mazzilli (1910–1975) interim (2x)                                       | 2 t/m 15 april 1964                | PSD                 |                     | Geen                         | 17                  | -                          |
| 26                  |                     | Castelo Branco (1897–1967)                                                              | 15 april 1964 - 15 maart 1967      | ARENA               |                     | José Maria Alkmin            | 18                  | 1964                       |
| 27                  |                     | Artur da Costa e Silva (1899–1969)                                                      | 15 maart 1967 - 31 augustus 1969   | ARENA               |                     | Pedro Aleixo                 | 19                  | 1966                       |
| 27                  | Uitval door ziekte  | Artur da Costa e Silva (1899–1969)                                                      |                                    | ARENA               |                     | Pedro Aleixo                 | 19                  | 1966                       |
| —                   |                     | Militaire junta van 1969 Aurélio de Lira Tavares Augusto Rademaker Márcio de Sousa Melo | 31 augustus 1969 - 30 oktober 1969 | Geen (Militair)     |                     | Geen                         | 19                  | Artikel 12 van de grondwet |
| 28                  |                     | Emílio Garrastazu Médici (1905–1985)                                                    | 30 oktober 1969 - 15 maart 1974    | ARENA               |                     | Augusto Rademaker            | 20                  | 1969                       |
| 29                  |                     | Ernesto Geisel (1907–1996)                                                              | 15 maart 1974 - 15 maart 1979      | ARENA               |                     | Adalberto Pereira dos Santos | 21                  | 1974                       |
| 30                  |                     | João Figueiredo (1918–1999)                                                             | 15 maart 1979 - 15 maart 1985      | ARENA               |                     | Aureliano Chaves             | 22                  | 1978                       |
| 30                  | PDS                 | João Figueiredo (1918–1999)                                                             | 15 maart 1979 - 15 maart 1985      |                     |                     | Aureliano Chaves             | 22                  | 1978                       |

### De Nieuwe Republiek (1985–heden)
| Nr.                         | President                   | President                        | Ambtstermijn                      | Partij                      | Partij                      | Vicepresident               | Termijn                     | Verkiezing                  |                             |
| Derde Democratische Periode | Derde Democratische Periode | Derde Democratische Periode      | Derde Democratische Periode       | Derde Democratische Periode | Derde Democratische Periode | Derde Democratische Periode | Derde Democratische Periode | Derde Democratische Periode | Derde Democratische Periode |
| --------------------------- | --------------------------- | -------------------------------- | --------------------------------- | --------------------------- | --------------------------- | --------------------------- | --------------------------- | --------------------------- | --------------------------- |
| —                           | Tancredo Neves              | Tancredo Neves (1910–1985)       | Overleden voor inhuldiging        | PMDB                        |                             | José Sarney                 | 23                          | 1985                        |                             |
| 31                          | José Sarney                 | José Sarney (1930)               | 15 maart 1985 - 15 maart 1990     | PMDB                        |                             | Vacant                      | 23                          | -                           |                             |
| 32                          | Fernando Collor             | Fernando Collor (1949)           | 15 maart 1990 - 29 december 1992  | PRN                         |                             | Itamar Franco               | 24                          | 1989                        |                             |
| 32                          | Fernando Collor             | Fernando Collor (1949)           | Afgezet                           | PRN                         |                             | Itamar Franco               | 24                          | 1989                        |                             |
| 33                          | Itamar Franco               | Itamar Franco (1930–2011)        | 29 december 1992 - 1 januari 1995 | PMDB                        |                             | Vacant                      | 24                          | -                           |                             |
| 34                          | Fernando Henrique Cardoso   | Fernando Henrique Cardoso (1931) | 1 januari 1995 - 1 januari 2003   | PSDB                        |                             | Marco Maciel                | 25                          | 1994                        |                             |
| 34                          | Fernando Henrique Cardoso   | Fernando Henrique Cardoso (1931) | 1 januari 1995 - 1 januari 2003   | PSDB                        | 26                          | Marco Maciel                | 1998                        |                             |                             |
| 35                          | Luiz Inácio Lula da Silva   | Luiz Inácio Lula da Silva (1945) | 1 januari 2003 - 1 januari 2011   | PT                          |                             | José Alencar                | 27                          | 2002                        |                             |
| 35                          | Luiz Inácio Lula da Silva   | Luiz Inácio Lula da Silva (1945) | 1 januari 2003 - 1 januari 2011   | PT                          | 28                          | José Alencar                | 2006                        |                             |                             |
| 36                          | Dilma Rousseff              | Dilma Rousseff (1947)            | 1 januari 2011 - 31 augustus 2016 | PT                          |                             | Michel Temer                | 29                          | 2010                        |                             |
| 36                          | Dilma Rousseff              | Dilma Rousseff (1947)            | 1 januari 2011 - 31 augustus 2016 | PT                          | 30                          | Michel Temer                | 2014                        |                             |                             |
| 36                          | Dilma Rousseff              | Dilma Rousseff (1947)            | Afgezet                           | PT                          | 30                          | Michel Temer                | 2014                        |                             |                             |
| 37                          | Michel Temer                | Michel Temer (1940)              | 31 augustus 2016 - 1 januari 2019 | MDB                         | 30                          |                             | Vacant                      | -                           |                             |
| 38                          | Jair Bolsonaro              | Jair Bolsonaro (1955)            | 1 januari 2019 - 1 januari 2023   | PSL                         |                             | Hamilton Mourão             | 31                          | 2018                        |                             |
| 38                          | Jair Bolsonaro              | Jair Bolsonaro (1955)            | 1 januari 2019 - 1 januari 2023   | Onafhankelijk               |                             | Hamilton Mourão             | 31                          | 2018                        |                             |
| 38                          | Jair Bolsonaro              | Jair Bolsonaro (1955)            | 1 januari 2019 - 1 januari 2023   | PL                          |                             | Hamilton Mourão             | 31                          | 2018                        |                             |
| 39                          | Luiz Inácio Lula da Silva   | Luiz Inácio Lula da Silva (1945) | 1 januari 2023 - heden            | PT                          |                             | Geraldo Alckmin             | 32                          | 2022                        |                             |

## Galerij

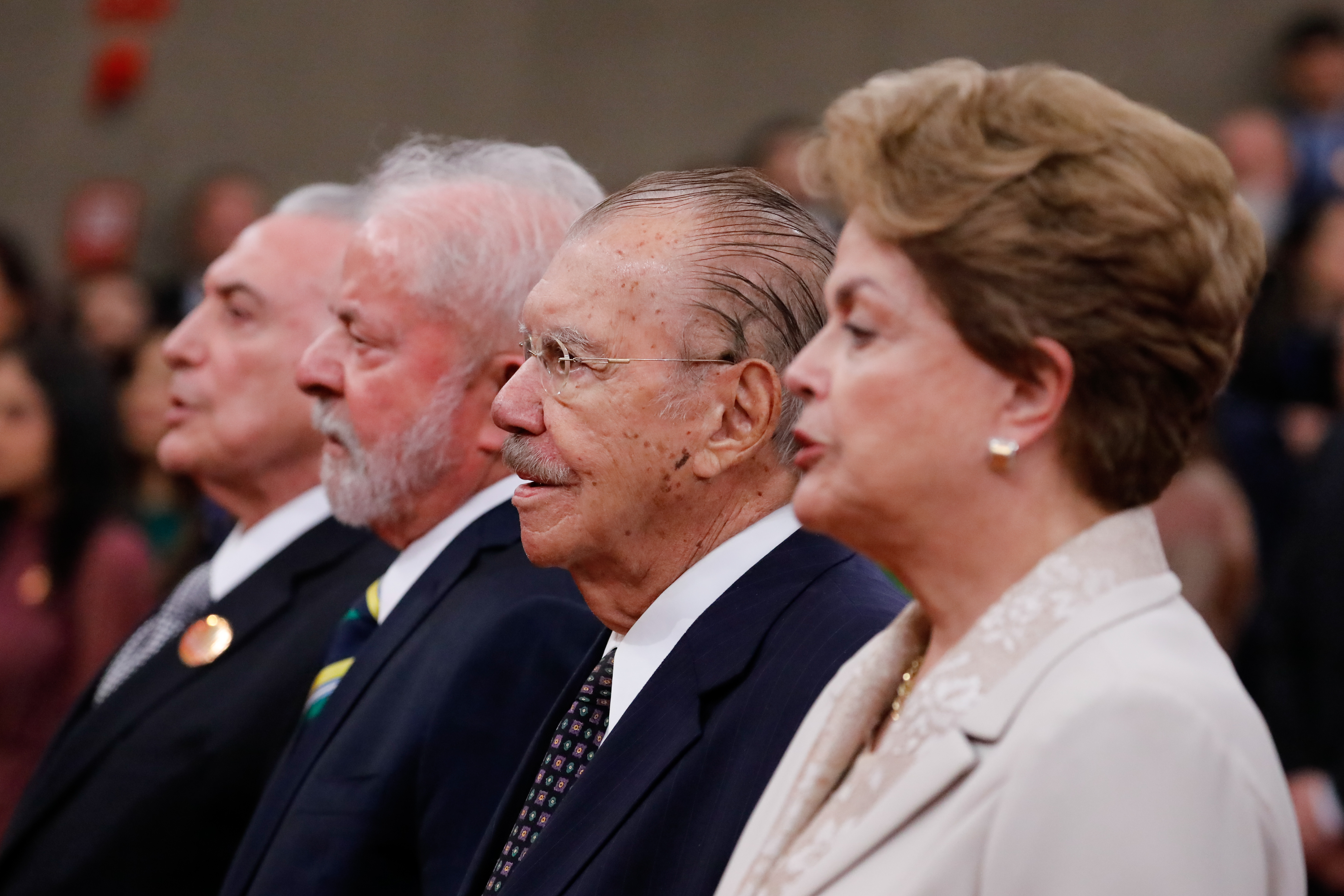
De presidenten Temer, Lula, Sarney en Rousseff (v.l.n.r.) (2022), Isac Nóbrega/PR